# Hyginus Mythographus

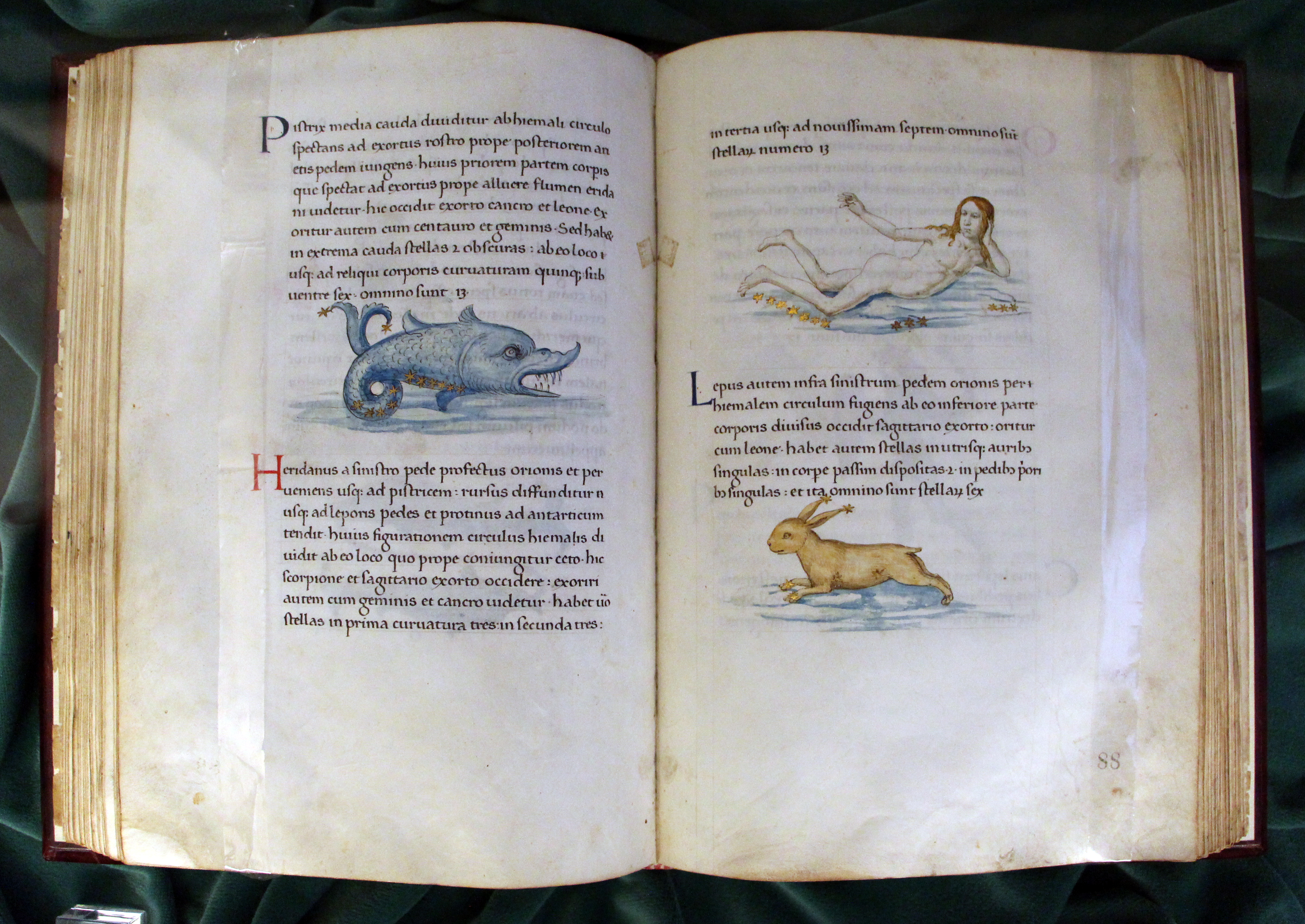
De astronomia 3, 30–31 im Codex Laurentianus, Pluteus 89 sup 43 der Biblioteca Medicea Laurenziana, etwa 1450–1500

Unter dem Verfassernamen Hyginus sind zwei mythographische Handbücher in lateinischer Sprache überliefert. Das eine heißt Genealogiae und ist auch unter dem Titel Fabulae bekannt, das andere ist astronomisch-mythographisch und trägt den Titel De astronomia. Die Identität des Autors ist unklar, daher wurde er „Hyginus Mythographus“ genannt. Möglicherweise ist er mit Gaius Iulius Hyginus, einem Zeitgenossen des Kaisers Augustus, gleichzusetzen. Von einem Teil der Forschung werden die unter dem Namen ‚Hyginus‘ kursierenden Werke, insbesondere die Genealogiae, hingegen erst in das 2. Jahrhundert n. Chr. datiert.
Die Genealogiae bestehen aus drei Teilen: Stammbäumen der Götter und Heroen, 220 „fabulae“ (Einzelsagen) und sogenannten Indices (listenartige Zusammenstellungen). Die „allen bekannte Genealogie des Hyginus“ wurde im Jahr 207 („im Konsulatsjahr des Maximus und Aper“) ins Griechische (rück-)übersetzt. Als Quellen hatte der Verfasser offenbar ein griechisches mythologisches Handbuch, vergleichbar der Bibliotheke des Apollodor, sowie griechische Tragödien (Aischylos, Sophokles, Euripides) und Epen (Homer, Hesiod) verwendet.
Das astronomisch-mythologische Handbuch De astronomia in vier Büchern stellte im Mittelalter eine erstrangige Quelle für die antiken Sternbildsagen dar und wurde daher viel kopiert; seit dem 9. Jahrhundert entstanden Abschriften mit teils aufwendigen und kunsthistorisch wichtigen Illustrationen.